# Rascal Flatts
A Rascal Flatts egy 3 tagból álló amerikai country együttes. 2000-ben alakult az Ohio állambéli Columbusban. Az eddig megjelent összes albumuk platinalemez lett. Leghíresebb daluk a What Hurts The Most, amely 2005 és 2006 között valamennyi (nem csak country) slágerlistán vezető pozícióban volt. Az együttes 2020-ban bejelentette, hogy feloszlik búcsúturnéja után. 2021-ben Jay DeMarcus azt nyilatkozta, hogy a Covid19-pandémia alatt megváltozott az együttes véleménye a feloszlásról és lehet együtt maradnak évi 10-15 koncertre.

## Diszkográfia
| Album             | Megjelenés éve | Legjobb helyezés Billboard 200 | Legjobb helyezés Billboard Country |
| ----------------- | -------------- | ------------------------------ | ---------------------------------- |
| Rascal Flatts     | 2000           | 43                             | 3                                  |
| Melt              | 2002           | 5                              | 1                                  |
| Feels Like Today  | 2004           | 1                              | 1                                  |
| Me and My Gang    | 2006           | 1                              | 1                                  |
| Still Feels Good  | 2007           | 1                              | 1                                  |
| Greatest Hits     | 2008           | 6                              | 2                                  |
| Unstoppable       | 2009           | 1                              | 1                                  |
| Nothing Like This | 2010           | 6                              | 1                                  |

## Díjak

### 2000
- ACM – Legújabb új vokál duó vagy együttes

### 2002
- CMA Horizon-díj
- ACM – Az év dala ("I'm Movin' On")
- ACM – Legjobb vokál együttes

### 2003
- CMT – Az év együttese
- CMA – Az év vokál együttese
- ACM – A legjobb vokál együttes

### 2004
CMT – Az év legjobb vokál együttese
CMA – Vokál együttes
ACM – Legjobb vokál együttes

### 2005
- CMT – Az év legjobb vokál együttese
- CMA – Az év vokál együttese
- ACM – A legjobb vokál együttes

### 2006
- CMT – Az év legjobb vokál együttese
- ACM – A legjobb vokál együttes
- CMA – Az év vokál együttese
- AMA – Legjobb country együttes
- People's Choice Awards Favorite Song from a Movie ("Life Is A Highway")
- People's Choice Awards Favorite Song Remake ("Life Is A Highway")
- CMT Loaded Awards – Number One Digitally Active Group/Duo
- CMT Loaded Awards – Number One Streamed Music Video ("What Hurts the Most")
- Grammy Awards Best Country Song ("Bless the Broken Road"); songwriter award

### 2007
- CMT – Az év videója ("What Hurts the Most")
- ACM – A legjobb vokál együttes
- CMA – Az év vokál együttese
- AMA – A legjobb country együttes

### 2008
- Közönség-díj: Legjobb dal ("Stand")
- Közönség-díj: Legjobb együttes
- CMT – Az év legjobb videóklipje ("Take Me There")
- ACM – Az év legjobb vokál együttese
- ACM – Humanitárius-díj
- CMA – Az év vokál együttese
- AMA – A legjobb country együttes

### 2009
- Közönség-díj: A legjobb együttes
- ACM – A legjobb vokál együttes
- CMT – Az év videóklipje ("Every Day")
- AMA – A legjobb country együttes

### 2010
- Csillag a hollywoodi Hírességek sétányán
- ACA – Híres előadó-díj

### 2011
- Tony Martell életműdíj

## Fordítás
- Ez a szócikk részben vagy egészben  a   Rascal Flatts című angol Wikipédia-szócikk fordításán alapul.  Az eredeti cikk szerkesztőit annak laptörténete sorolja fel. Ez a jelzés csupán a megfogalmazás eredetét és a szerzői jogokat jelzi, nem szolgál a cikkben szereplő információk forrásmegjelöléseként.